# Pick up (Bahlsen)

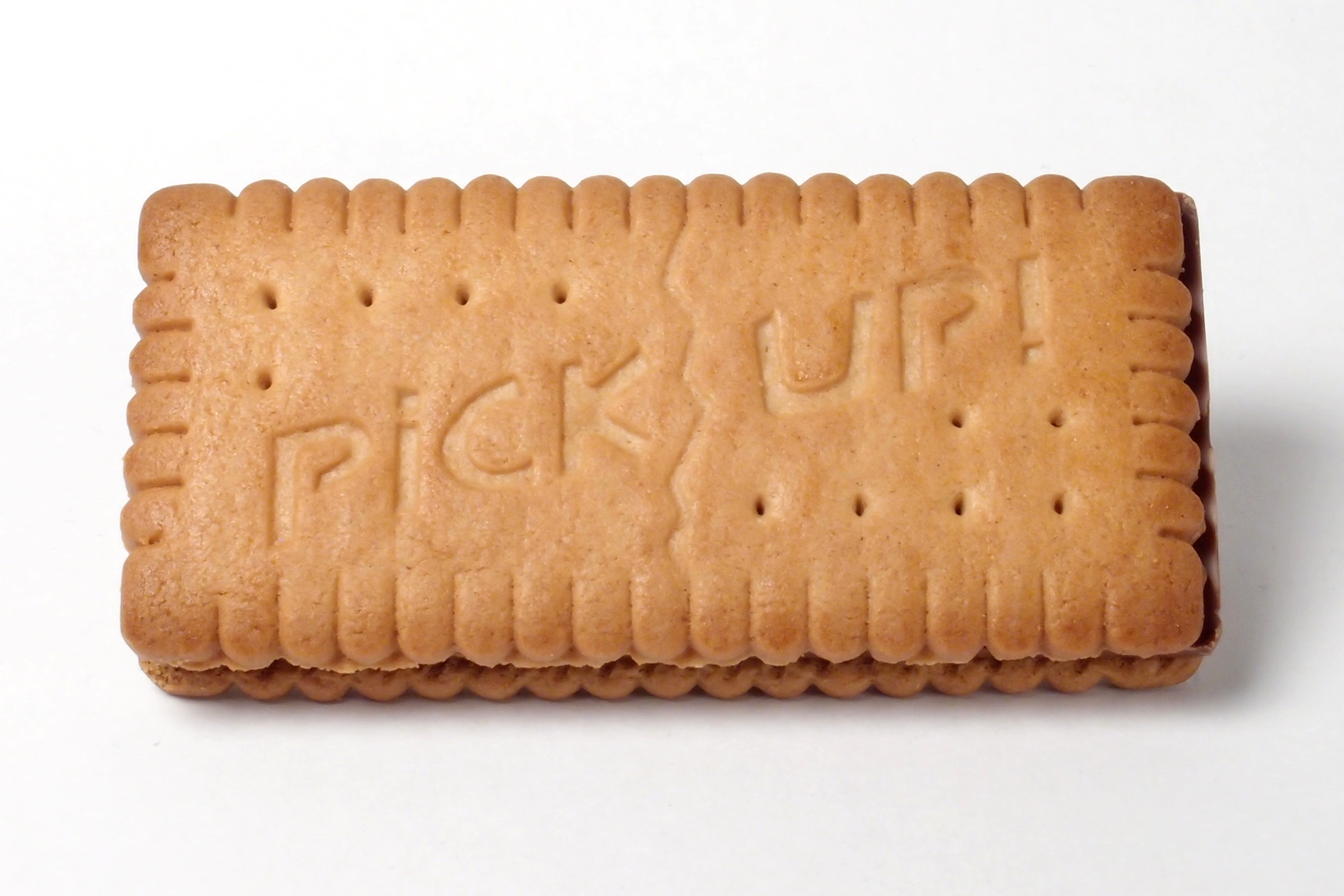
PiCK UP! classic

Pick up (Eigenschreibweise: PiCK UP!) ist eine Süßware des Backwarenherstellers Bahlsen, die als Keksriegel bezeichnet wird und aus zwei Keksen besteht, zwischen denen eine Tafel Schokolade liegt. Alle Bestandteile sind fest miteinander verbunden. Neben der ursprünglichen Ausführung mit Butterkeksen und Milchschokolade gibt es weitere, teilweise dauerhafte, teilweise nur saisonal verfügbare Varianten.

## Marktposition
Bahlsen führte den Pick up 1999 als erstes Angebot des Unternehmens auf dem Markt der Schokoladen- und sonstigen Riegel ein, und zwar gleichzeitig in Deutschland, Österreich und Frankreich. Dieser Markt galt in der Branche als schwieriges Umfeld mit starker Konkurrenz, der Markteintritt von Bahlsen als ambitioniertes Vorhaben. Entsprechend begleitete das Unternehmen die Einführung mit großem Werbeaufwand, insbesondere mit einer auffälligen Fernsehkampagne. Allein in die Fernsehwerbung wurden vom Januar bis April des Jahres 25 Mio. DM investiert, dazu kamen zahlreiche Zweitplatzierungen im Lebensmitteleinzelhandel, Verteilung von Gratisproben in Warenhäusern und an öffentlichen Orten, Anzeigen, Werbegeschenke usw. Die Markteinführung verlief äußerst erfolgreich: Bahlsen erzielte bereits im März 1999 im Handel eine gewichtete Distribution von 68 % und erlöste im ersten Jahr mit Pick up 80 Mio. DM, womit die eigenen Erwartungen um 20 % überstiegen worden sein sollen.
Die Kekse erinnern mit ihren gezackten Rändern an den Leibniz-Keks des gleichen Herstellers, dennoch baute Bahlsen Pick up zunächst als Monomarke ohne besonderen Bezug zur Marke Leibniz auf. Im Jahre 2002 änderte das Unternehmen jedoch seine Markenstrategie zur stärkeren Betonung der Dachmarken Bahlsen und Leibniz und ordnete Pick up unter dem Dach Leibniz ein. Gleichzeitig wurde eine zweite Sorte eingeführt, nämlich „Choco & Milk“ (mit Milchcremefüllung).
Ursprünglich wurde Pick up ausschließlich im Berliner Bahlsen-Werk produziert, wo eine Produktionslinie im Investitionswert von 20 Mio. DM errichtet wurde. 2012 ging eine weitere Produktionslinie im Werk Barsinghausen in Betrieb.
Seit 2014 werden die Produkte erstmals auch in Großbritannien angeboten.

## Varianten

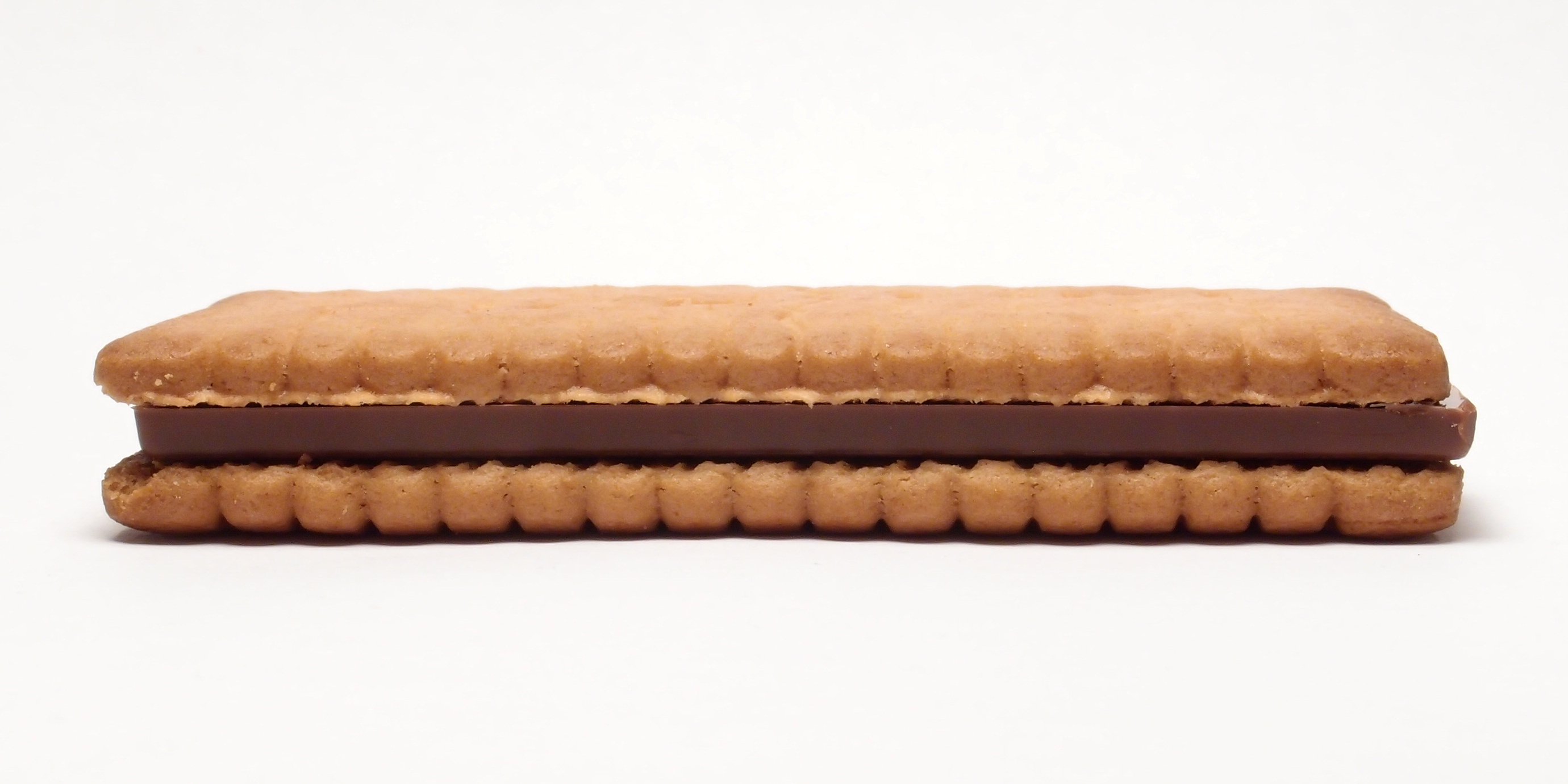
Schichten des PiCK UP! classic

Folgende Varianten werden bzw. wurden dauerhaft angeboten:
- Choco: Ursprüngliche Form mit Milchschokolade und Butterkeksen
- Choco & Milk: Mit einer Füllung aus Milchcreme in der Schokoladenschicht, eingeführt im März 2002[9]
- Dark: Mit dunkler Schokolade anstatt Milchschokolade, eingeführt 2007[10]; in Deutschland mittlerweile eingestellt; in Großbritannien unter dem Namen Dark Chocolate erhältlich[11]; in Frankreich und Belgien als Chocolat Noir erhältlich
- Black 'n White: Dunkle, kakaohaltige Kekse; weiße Schokolade, eingeführt im Januar 2011[6]
- Choco & Caramel: Mit einer Füllung aus Karamellcreme in der Schokoladenschicht, eingeführt 2013[7]

Gelegentlich produziert Bahlsen zusätzliche Varianten in begrenzter Menge. Durch den Hinweis, diese Sorten seien „nur für kurze Zeit“ erhältlich, sollen die Verbraucher besonders zum Kauf animiert werden. Zu diesen Kurzzeitprodukten zählen:

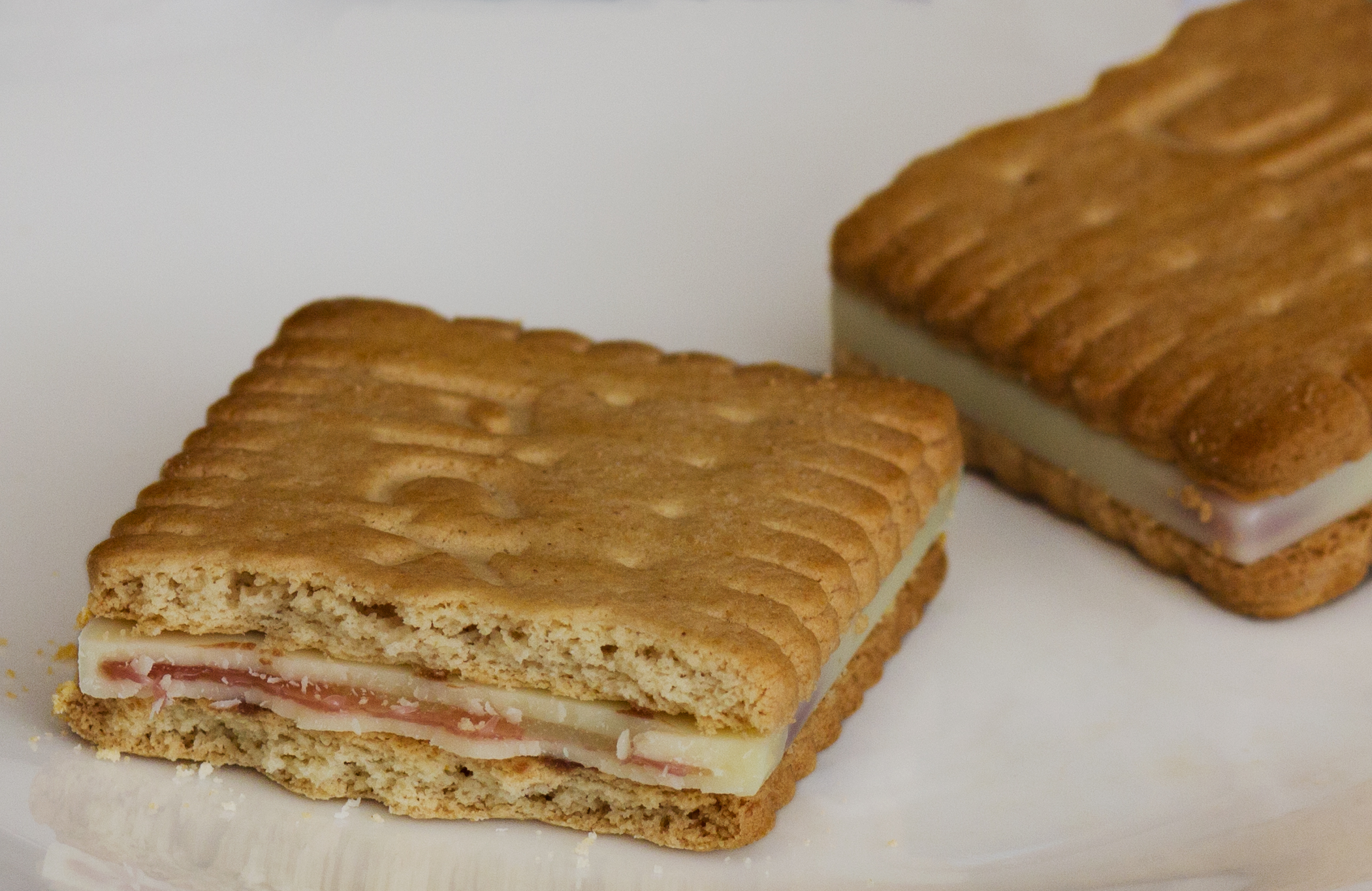
Pick up! Wildberry mit Füllung

- Choco & Limette: Füllung aus Limettencreme, erstmals als Sommervariante 2003[12][13]
- Coco Loco: Füllung aus Kokosnusscreme, erstmals als Sommervariante 2010[14]
- Café Latte: Mit Kaffeegeschmack, erstmals als Sommervariante 2014[15]
- Triple Choc: Dunkle, kakaohaltige Kekse; mit Schokoladencremefüllung in schwarzer Schokolade, erstmals 2014 erschienen[16]
- White Choc: Helle Kekse; mit weißer Schokolade, erstmals 2014 erschienen[16]
- Wild Berry: Mit einer Waldbeerengeschmack-Füllung in weißer Schokolade, erstmals als Sommervariante 2015[17]
- Mutprobe: Mit einer Chilifüllung in der Schokolade und chilihaltigem Keks. Das Pick Up wird wegen der Schärfe ab 16 Jahren empfohlen.
- Choco & Hanf: Mit Hanfsamen, erstmals im Sommer 2019 als „limited Edition“ erschienen[18]
- Strawberry Cheesecake: Weiße Schokolade mit Erdbeer-Käsekuchen-Geschmack, erstmals 2021 erschienen